# صدع نشط

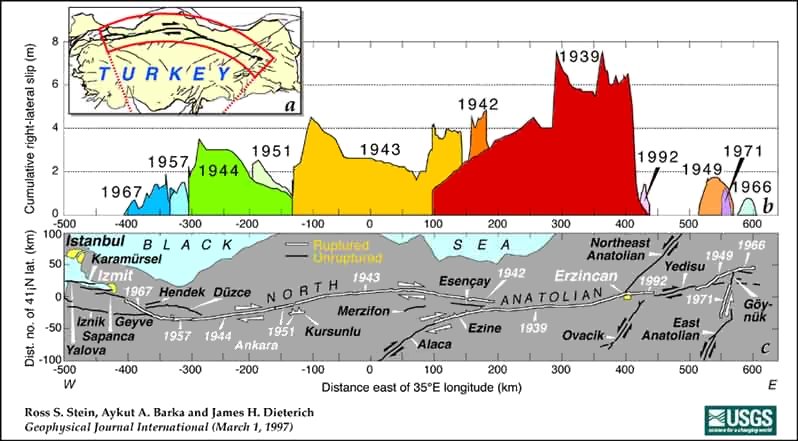

الصدع النشط (بالإنجليزية: Active fault)‏، هو صدع من المُرجح أن يكون موقع زلزال آخر في وقت ما في المستقبل. تُعتبر عموما أصداع نشطة إذا حدثت بها تحركات، مرة أو أكثر، خلال 10000 سنة الماضية.
يعتبر الصدع النشط خطرًا جيولوجيًا - أحدها مرتبط بالزلازل كسبب. تشمل تأثيرات الحركة على الصدع النشط المخاطر الجيولوجية، والصدع السطحي، والتشوه التكتوني، والانهيارات الأرضية والسقوط الصخري، والإسالة، والتسونامي، وغيرها.